# Delta Force: Black Hawk Down – Team Sabre
Delta force Black Hawk Down — Team Sabre — дополнение к видеоигре Delta Force: Black Hawk Down, являющееся продолжением оригинальной игры. В течение 11 миссий игроку предстоит удерживать Иран, сражаясь с армией боевиков генерала Каюба и обезвреживать наркоторговцев во главе с Антонио Паоло в Колумбии. Игра на западе выступает в качестве платного дополнения к Delta Force: Black Hawk Down, поскольку никаких изменений в движке не произошло. В России Snowball Studios выпускает как полностью самостоятельную игру, под названием «Delta Force. Операция „Картель“».

## Сюжет
В русскоязычной версии игры представлено 2 кампании: «Операция Картель: Иран» и «Операция Картель: Колумбия».
Начало первой кампании происходит в дельте реки Патия. Отряду «Дельта» предстоит высадиться с вертолёта и подняться в верх по течению, чтобы атаковать порт наркобарона Антонио Паоло и взорвать лодки контрабандистов. Далее на холмах Восточной Кордильеры рейнджеры должны обезвредить передатчик, затем атаковать аэродром и уничтожить самолёт контрабандистов, нейтрализовать персонал и груз наркотиков. Потом отряд спецназа выдвигается на катерах RHIB в окрестности контролируемого противником города Икстана с целью найти документы и обезвредить секретную лабораторию по производству кокаина. После этого необходимо высадиться в предгорье Кордильер для обнаружения, захвата или уничтожения Антонио Паоло. Наконец, на острове обнаружено подлинное местонахождение наркобарона. Приказано расстрелять водный и воздушный транспорт, а когда пути к отступлению врага будут отрезаны — начнётся массированная атака виллы.
Вторая кампания происходит в Иране. Первая главная цель — остров Харк. Отряду SAS предстоит десантироваться в море с вертолёта, подняться на катер RHIB, уничтожить патрульные лодки боевиков и встретится с отрядом «Дельта» на берегу. После того, как американцы выведут из строя электрогенератор аэродрома, необходимо ликвидировать ЗУ-23-2 противника и обеспечить огневую поддержку вертолётной атаки рейнджеров. Следующая миссия — отряд в составе колоны джипов должен пробраться через город и проникнуть на нефтяной терминал до того, как подтянется бронетехника боевиков. Дальше предстоит отправиться на расположенную в море нефтяную платформу, захваченную повстанцами. Необходимо освободить заложников и уничтожить ракетные установки врага.
После зачистки острова отряд должен высадиться около нефтеперерабатывающей станции недалеко от Генаве и обнаружить конвой, нелегально перевозящий химическое оружие. Необходимо захватить грузовики и сопроводить их к ближайшей заставе сил ООН. Ещё одна миссия — «Дельта» в составе колоны бронетехники должна пересечь пустыню в районе Гачсарана, встретиться с частями SAS и отправиться на место проведения операции, чтобы уничтожить противника, захватить и разминировать уцелевшие скважины. Нельзя допустить их уничтожение. Последнее задание — штурмом взять средневековую крепость в Ясудже и уничтожить лидера повстанцев — генерала Каюба.

## Мобильная версия
На телефоне игра имеет (свойственную для мобильных) 2D графику. Всего в игре 12 миссий: 6 в Иране и 6 в Колумбии. Задачи, в отличие от компьютерной игры, будет всего четыре: спасти заложников, разбомбить объекты, зачистить площадь и уничтожить технику. Игра разработана в 2006 году и, несмотря на схожесть с Team Sabre, называется Delta Force: Black Hawk Down. Основная особенность игры состоит в том, что игрок управляет не одним бойцом (как в компьютерной игре), а тремя солдатами — инженером, снайпером и штурмовиком — со своими уникальными способностями.

## Отзывы
| Сводный рейтинг       | Сводный рейтинг | Сводный рейтинг |
| Издание               | Оценка          | Оценка          |
| Издание               | PC              | PS2             |
| --------------------- | --------------- | --------------- |
| GameRankings          | 66,35 %         | 50,75 %         |
| Metacritic            | 70 %            | 48 %            |
| MobyRank              | 65 %            | 50 %            |
| Иноязычные издания    |                 |                 |
| Издание               | Оценка          | Оценка          |
| Издание               | PC              | PS2             |
| Game Informer         | 8/10            | N/A             |
| GameSpot              | 7,1/10          | N/A             |
| GameSpy               | [ 12 ]          | N/A             |
| GameZone              | N/A             | 5/10            |
| IGN                   | 7,4/10          | N/A             |
| Jeuxvideo.com         | 9/20            | 7/20            |
| Русскоязычные издания |                 |                 |
| Издание               | Оценка          | Оценка          |
| Издание               | PC              | PS2             |
| Absolute Games        | 67 %            | N/A             |
| «PC Игры»             | 5,5/10          | N/A             |
| PlayGround.ru         | 6,5/10          | N/A             |
| «Домашний ПК»         | [ 20 ]          | N/A             |
| «Страна игр»          | 8,5/10          | N/A             |